# Vulsinia socorra
Vulsinia socorra là một loài bướm đêm thuộc phân họ Arctiinae, họ Erebidae. Chúng thường được tìm thấy ở Philippines.